# Plectromerus serratus
Plectromerus serratus là một loài bọ cánh cứng trong họ Cerambycidae.